# Peter Hyams
Peter Hyams (New York, 26 juli 1943) is een Amerikaanse filmregisseur, scenarioschrijver en cameraman. Hij is vooral bekend als regisseur van de paranoiathriller Capricorn One uit 1977 en de sciencefictionfilm Timecop uit 1994 met Jean-Claude Van Damme.

## Biografie
Hyams werd geboren op 26 juli 1943 in New York als zoon van Ruth Hurok en Barry Hyams, die theaterproducent en publicist was op Broadway. Zijn grootvader van moederskant was Sol Hurok, de Russisch-Joodse impresario. Hij studeerde kunst en muziek aan het Hunter College en de Universiteit van Syracuse.
Op 19 december 1964 trouwde hij met George-Ann Spota, met wie hij drie zonen heeft: Chris Hyams is de CEO van de vacaturesite Indeed, John Hyams is ook filmregisseur en Nick Hyams werkt als battle rap-promotor en -presentator onder de naam Lush One.

## Carrière
Na zijn studies ging Hyams in 1964 werken als producer/presentator voor CBS in Boston. In 1966 werkte hij voor een CBS-station in New York en was hij drie maanden nieuwscorrespondent in Vietnam. In januari 1968 ging hij bij een CBS-station in Chicago werken als presentator en verslaggever. Hij werd toen beschouwd als een "glamourtype".
In 1970 verhuisde hij naar Los Angeles om scenarioschrijver te worden. In 1972 volgde zijn regiedebuut met de televisiefilm Rolling Man met Dennis Weaver in de hoofdrol. Daarop volgde nog een andere televisiefilm Goodnight, My Love, waarvan hij ook het scenario schreef. De film werd zeer geprezen.
In 1977 regisseerde hij de paranoiathriller Capricorn One over een nepmissie naar Mars. Deze film werd zijn eerste grote hit. Voor MGM produceerde, regisseerde en schreef Hyams het scenario voor de film 2010: The Year We Make Contact (1984) waarbij hij nauw samenwerkte met Arthur C. Clarke, de auteur van de roman "2010: Odyssey Two" waarop de film gebaseerd is.
Hyams had in 1994 weer een groot succes met Timecop, een film met Jean-Claude Van Damme in de hoofdrol. In 1995 werkte hij opnieuw samen met Van Damme aan Sudden Death, maar deze film deed het minder goed.
De meest succesvolle film uit Hyams' carrière is End of Days (1999) met Arnold Schwarzenegger in de hoofdrol. Wereldwijd bracht de film meer dan 200 miljoen dollar op aan de kassa. De film werd echter neergesabeld door critici.
In de jaren 2000 schreef Hyams een aantal flops op zijn naam. Films als A Sound of Thunder (2005) en Beyond a Reasonable Doubt (2009) deden het slecht aan de kassa en werden door critici afgekraakt.
Daarna werkte hij nog twee keer opnieuw samen met Jean-Claude Van Damme, eerst als cameraman voor Universal Soldier: Regeneration (2009), een film die geregisseerd werd door zijn zoon John, en daarna als regisseur van Enemies Closer (2013).